# Lewellen
Lewellen est un village du comté de Garden, dans l'État du Nebraska, aux États-Unis. En 2020, il comptait une population de 175 habitants.